# Mineriada del gennaio 1999
Con il nome di Mineriada del gennaio 1999 sono conosciuti gli eventi che si sono verificati tra il 4 e il 23 gennaio 1999 nella valle del Jiu e in alcune località dell'Oltenia in Romania, con la sollevazione dei minatori provenienti dalla valle del Jiu, che erano intenzionati a raggiungere Bucarest per confrontarsi con il governo del primo ministro Radu Vasile (Partito Nazionale Contadino Cristiano Democratico). Le autorità, memori delle precedenti devastazioni ad opera dei minatori in occasione delle precedenti mineriade verificatesi tra il 1990 e il 1991, bloccarono i manifestanti prima che questi potessero raggiungere la capitale. Il 23 gennaio 1999 il primo ministro Radu Vasile raggiunse un accordo con il leader dei minatori Miron Cozma, passato alla storia come Pace di Cozia. Si tratta della quinta mineriada ed avvenne ad 8 anni di distanza dalla precedente.

## Preludio agli eventi
Dopo che la mineriada del settembre 1991 aveva garantito un accordo tra i minatori e il governo sui salari, sul finire degli anni novanta Miron Cozma era diventato il leader incontrastato della Lega sindacale dei minatori della valle del Jiu per via del suo decisivo ruolo negoziale con le autorità.
Nell'agosto 1998 i sindacati iniziarono una nuova trattativa con le amministrazioni pubbliche rivendicando l'adeguamento dei salari. Il 16 dicembre 1998, tuttavia, il ministro per l'industria Radu Berceanu dichiarò pubblicamente che le miniere di Dâlja e Bărbăteni sarebbero state chiuse nel quadro di un più ampio programma di revisione dell'area mineraria della valle del Jiu. Ciò mise in allarme la lega dei minatori, che indisse uno sciopero generale a partire dal 18 dicembre 1998 e richiese di negoziare direttamente a Petroșani con il ministro Berceanu e con il premier Radu Vasile. Il rifiuto da parte del governo spinse i minatori ad invocare una marcia verso Bucarest che, però, fu contrastata dall'allora ministro dei trasporti Traian Băsescu, che non concesse l'utilizzo di treni a tale scopo. Dopo la proclamazione dello sciopero, lo stato tentò una mediazione attraverso la commissione budget e finanza del senato, presieduta da Viorel Cataramă, ma non si giunse a nessun accordo.
Il 4 gennaio 1999 le associazioni organizzarono una protesta cui presero parte circa 15.000 minatori, finalizzata ad ottenere miglioramenti salariali e la rinuncia alla chiusura delle miniere improduttive da parte dello stato. Nonostante la minaccia di invadere la capitale, il governo dimostrò di non voler fare concessioni agli scioperanti. A causa della costante escalation dei toni e delle manifestazioni di protesta nell'area di Petroșani, le forze dell'ordine si prepararono ad un eventuale scontro, erigendo delle apposite dighe di contenimento sulla strada DN66 tra Petroșani e Bucarest. Il 14 gennaio circa 1.000 manifestanti annunciarono che avrebbero oltrepassato le difese e si sarebbero incamminati a breve verso la capitale sotto la guida di Romeo Beja . Il 15 gennaio il tribunale di Petroșani dichiarò l'illegalità dello sciopero dei minatori, mentre il 18 gennaio Cozma annunciò l'inizio della marcia verso Bucarest.

## La marcia verso Bucarest
Tra il 18 e il 19 gennaio i manifestanti sfondarono le barricate predisposte dalle autorità. Il ministro degli interni Gavril Dejeu presentò le proprie dimissioni la sera del 19 gennaio, quando tutte le linee di difesa erano state oltrepassate. Nella notte tra il 19 e il 20 gennaio, trascorsa a Târgu Jiu, Cozma decise di puntare su Bucarest seguendo il cammino più breve, attraverso Râmnicu Vâlcea. I minatori si spostavano a bordo di 70 autobus e più di 200 vetture, si muovevano con organizzazione e disciplina, disponendo anche di vedette che raccoglievano informazioni riguardanti la disposizione sul terreno delle forze dell'ordine. Il governo chiuse il traffico ferroviario verso tutta la valle dell'Olt, mentre predispose un nuovo blocco sull'Autostrada Bucarest-Pitești con l'utilizzo della gendarmeria romena. Poiché grazie alla propria rete di informatori i minatori avevano scoperto che le forze dell'ordine avevano preparato una nuova barricata all'altezza della località di Costești (Vâlcea), questi decisero di passare la notte tra il 20 e il 21 gennaio nella vicina Horezu.

## La battaglia di Costești
Il 21 gennaio 1999 i minatori (stimati tra i 15.000 e i 20.000) attaccarono la postazione presidiata da 2.000 elementi delle forze dell'ordine, tra i quali membri dei reparti speciali DIAS e BAOLP. Lo scontro si svolse tra ore 14.00 e le ore 17.00 e vide uscire vincitori i minatori, che si diressero verso Râmnicu Vâlcea, dove esplosero nuove proteste. I minatori catturarono circa 1.500 agenti della gendarmeria e tennero in ostaggio persino  il prefetto di Râmnicu Vâlcea, Nicolae Curcăneanu.
Il presidente della repubblica Emil Constantinescu convocò immediatamente una seduta straordinaria del parlamento in modo da fare il punto sulla situazione. Nella notte tra il 21 e il 22 gennaio 1999 fu emessa l'ordinanza d'urgenza che istituiva lo stato d'emergenza con la possibilità di fare ricorso all'esercito in tutto il territorio statale a partire dalle ore 14.00 del 22 gennaio.
Dopo le dimissioni di Dejeu, Constantin Dudu Ionescu fu nominato nuovo ministro degli interni, mentre sul campo di battaglia i reparti speciali indietreggiarono sulla strada che collega Râmnicu Vâlcea a Pitești.

## Pace di Cozia
Ritrovatosi al centro di un conflitto senza precedenti, il primo ministro Radu Vasile accettò di incontrare i rappresentanti dei minatori al Monastero di Cozia, nei pressi di Călimănești (Vâlcea). I negoziati si svolsero tra il 22 e il 23 gennaio 1999. Solo dopo alcune ore Vasile comunicò di aver trovato un accordo con i manifestanti:
(Radu Vasile)
Tra i punti dell'accordo tra stato e minatori vi furono l'annullamento della chiusura delle miniere di Dâlja e Bărbăteni e l'amnistia per i leader del movimento sindacale.

## Conseguenze e procedimenti penali
Nonostante la promessa dell'amnistia, questa non fu mai formalizzata.
Un mese dopo i fatti della quinta mineriada Miron Cozma fu condannato a 18 anni di carcere dall'Alta corte di cassazione e giustizia per il suo coinvolgimento nella mineriada del settembre 1991. Ciò fu il fattore scatenante della mineriada del febbraio 1999, che fu rapidamente soffocata dalle forze governative. Nel settembre 2005 Miron Cozma, leader dell'associazione, fu condannato definitivamente a 10 anni di reclusione per i fatti della mineriada di Costești.
Sempre nel 2005 Romeo Beja fu condannato a 5 anni di reclusione in relazione all'inchiesta sulla mineriada del 1999. Dopo essere fuggito dal paese, fu emesso contro di lui un mandato di arresto internazionale. Nel 2016 fu convocato dalla corte di appello di Bucarest per un altro reato, arrestato e tradotto al carcere di Rahova (Bucarest).
Beja fu condannato insieme ad altri leader sindacali, tra i quali Vasile Lupu, Dorin Loiș (all'epoca dei fatti vicepresidente della Lega), Constantin Crețan (che finì di scontare la pena nell'ottobre 2008) e Ionel Ciontu (deceduto per infarto nel carcere di Jilava nel gennaio 2007).